# William Finch
William Finch, född 18 januari 1691, död 25 december 1766, var en brittisk diplomat, son till Daniel Finch, 2:e earl av Nottingham, gift med Charlotte Finch, far till George Finch, 9:e earl av Winchilsea.
Finch sändes i juli 1719 med instruktioner till amiral Norris, som då kryssade med en flotta i Östersjön, samt utnämndes i mars 1720 till envoyé i Stockholm. Han hemkallades i september 1724.